# ريتشارد برايس (عالم إنسان)
ريتشارد برايس (بالإنجليزية: Richard Price)‏ هو عالم إنسان أمريكي، ولد في 30 نوفمبر 1941 في نيويورك في الولايات المتحدة.